# ULTRA STEEL
「ULTRA STEEL」（ウルトラ・スティール）は、Takamiy（高見沢俊彦）の6枚目のシングル。2012年7月4日にEMIミュージック・ジャパンから発売された。

## 概要
表題曲「ULTRA STEEL」はテレビ東京系・BSジャパン「ウルトラマン列伝」の第5クール主題歌で、発売同年の高見沢のソロツアーライヴのタイトルナンバーとしても採用された。ミュージック・ビデオが制作され、高見沢は、ウルトラマン、マーティ・フリードマンと共演している。

### セルフカバー
本作のパターンBのカップリングは、1988年春に明石家さんまに楽曲提供した「蒼いタメイキ」のセルフカバーを収録。これにより同じく明石家さんまに提供した「真赤なウソ（1987年）」（「VAMPIRE 〜誘惑のBlood〜/ヤッターマンの歌」パターンBのカップリング収録）、「YELLOW SUNSHINE（1988年秋）」（BE∀T BOYSのアルバム『BE∀T BOYS TOJO!!』収録）と併せ、”信号機三部作”と高見沢が名付けた楽曲を全てセルフカバーしたことになった。なお、これらの3曲は、既にTHE ALFEE関連のライブで披露されたことがある。

## 収録曲
作詞・作曲:高見沢俊彦　編曲:高見沢俊彦 with 本田優一郎（特記以外）

### パターンA（TOCT-40406）
1. ULTRA STEEL
2. 君だけを守りたい
  - 中島文明のカバー。
3. ULTRA STEEL（Original Instrumental）

### パターンB（TOCT-40407）
1. ULTRA STEEL
2. 蒼いタメイキ
  - 明石家さんまのカバー。
3. ULTRA STEEL（Original Instrumental）

### パターンC（TOCT-40408）
1. ULTRA STEEL
2. カッチーニのアヴェ・マリア（Instrumental）
  - 作曲：Giulio Romano Caccini　編曲：高見沢俊彦
3. ULTRA STEEL（Original Instrumental）